# Kvarnetjärnet (Bäcke socken, Dalsland, 652902-129103)
Kvarnetjärnet är en sjö i Bengtsfors kommun i Dalsland och ingår i Örekilsälvens huvudavrinningsområde. Sjön har en area på 0,0743 kvadratkilometer och ligger 180,5 meter över havet.

## Delavrinningsområde
Kvarnetjärnet ingår i det delavrinningsområde (652052-128826) som SMHI kallar för Ovan Svartebäck. Medelhöjden är 158 meter över havet och ytan är 52,27 kvadratkilometer. Det finns inga avrinningsområden uppströms utan avrinningsområdet är högsta punkten. Munkedalsälven (Valboån) som avvattnar avrinningsområdet har biflödesordning 2, vilket innebär att vattnet flödar genom totalt 2 vattendrag innan det når havet efter 67 kilometer. Avrinningsområdet består mestadels av skog (68 procent) och jordbruk (11 procent). Avrinningsområdet har 0,48 kvadratkilometer vattenytor vilket ger det en sjöprocent på 0,9 procent.